# Marian Kasprzyk
Marian Krzysztof Kasprzyk (* 22. září 1939 Kołomań) je bývalý polský boxer. Byl členem klubů Sparta Ziębice, Nysa Kłodzko, BBTS Bielsko, Górnik Wesoła a Górnik Pszów, trénoval ho Feliks Stamm. Ve své kariéře vyhrál 232 ze 270 zápasů (zajímavostí, svědčící o silné domácí konkurenci, je skutečnost, že tento olympijský vítěz nikdy nezískal titul boxerského mistra Polska).
Na olympiádě 1960 porazil ve čtvrtfinále kategorie do 63,5 kg obhájce titulu Vladimira Jengibarjana ze Sovětského svazu, ale utrpěl zranění, které mu znemožnilo nastoupit v semifinále proti Clementu Quarteymu z Ghany. Na mistrovství Evropy v boxu získal v roce 1961 bronzovou medaili. Krátce nato byl uvězněn za rvačku s policistou a doživotně distancován. Další vyšetřování však ukázalo, že incident vyprovokoval opilý policista a Kasprzyk byl před olympiádou 1964 omilostněn. Ve váze do 67 kg pak vybojoval zlatou medaili, i když ve finále s úřadujícím mistrem Evropy Ričardasem Tamulisem (SSSR) boxoval od prvního kola se zlomeným prstem. Kasprzykův životní příběh byl zpracován v úspěšném filmovém dramatu Boxer (1966), kde hrál hlavní roli Daniel Olbrychski.
Na olympiádě 1968 vypadl v prvním kole s Američanem Armandem Muñízem, pozdějším profesionálním šampiónem North American Boxing Federation. Kariéru ukončil v roce 1976 a stal se trenérem. V roce 2001, kdy se vyrovnával se smrtí manželky a vážnými zdravotními problémy, přijal křesťanskou víru, od té doby se věnuje výrobě růženců a vystupuje v médiích s vyprávěním o své duchovní proměně.